# Kindstein
Der Kindstein ist ein vorgeschichtlicher Menhir bei Unter-Widdersheim, einem Ortsteil von Nidda im Wetteraukreis in Hessen.

## Lage
Der Stein befindet sich im Süden des Ortes Unter-Widdersheim an der Straße Zum Kindstein. Er steht auf einem auslaufenden Höhenrücken.

## Beschreibung
Der Menhir besteht aus Phonolith; das nächste Vorkommen dieses Gesteins liegt in einer Entfernung von etwa 5–6 km. Er hat einen annähernd ovalen Querschnitt, verjüngt sich nach oben hin und läuft in einer markanten Spitze aus. Der Stein hat eine Höhe von 255 cm, eine Breite von 230 cm und eine Tiefe von 100 cm.
Nach Otto Kunkel wurden unter dem Stein mittelalterliche Keramikscherben gefunden. In seiner näheren Umgebung wurden in den 1950er Jahren zudem Scherben der spätbronzezeitlichen Urnenfelderkultur gefunden.

## Der Menhir in regionalen Sagen
Der Name des Steins geht auf eine Sage zurück. Laut dieser sollen in ihm ungeborene Kinder hausen, deren Schreie man hören kann, wenn man das Ohr an den Stein hält. Die Kindfrau besitzt den Schlüssel hierzu.